# Stöt (tyngdlyftning)

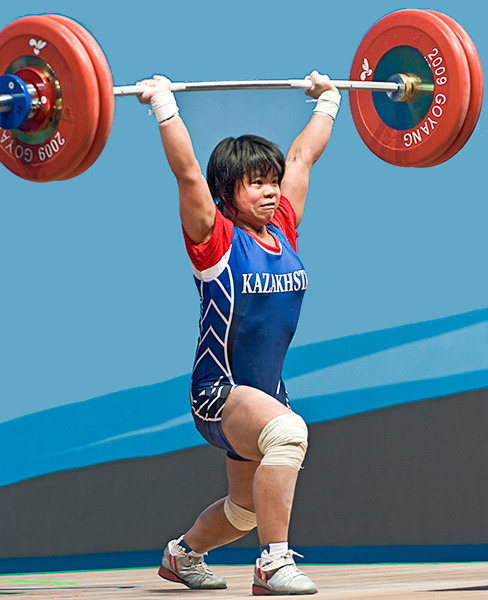
Zulfija Tjinsjanlo från Kazakstan genomför en stöt.

Stöt är en gren inom tyngdlyftning. Den består av två moment frivändning och överstöt.

## Moment

### Frivändning
Frivändningen går till så att tyngdlyftaren ställer sig med fötterna axelbrett isär, med fotbladen rakt under den golvliggande stången, han/hon böjer på knäna, med rak rygg, sänker stjärten något, blicken riktas rakt fram eller något uppåt, och lyftaren börjar att sätta an kraft mycket lätt så att eventuellt glapp mellan själva stången och viktskivorna försvinner. Detta kan höras som ett svagt klick. Det egentliga lyftet börjar med att lyftaren spänner mage och rygg och börjar sträcka på benen. Hastigheten på stången ökar. När stången passerat knäna fullföljes med ytterligare explosiv och kraftfull sträckning i knäleden och stångens hastighet ökar ytterligare. Lyftaren sträcker helt i ben höft och fotleder och kommer upp på tå. Det hela utförs i en snabb jämn rörelse och innan stångens hastighet minskat helt kastar sig lyftaren snabbt under stången som fångas på bröstet och deltamusklerna, genom att åter böja på knäna. Händerna behåller hela tiden sitt grepp om stången. När lyftaren på detta sätt hamnat sittande under stången reser han/hon sig åter och har nu stången vilandes på deltamusklerna. Frivändningen är färdig när lyftaren står stilla med raka knän och stången på bröstet.

### Överstöt
När skrivstången vilar på deltamusklerna och tyngdlyftaren har ett pronerat grepp om stången så är nästa steg att utföra en explosiv press uppåt för att låsa vikten ovanför huvudet. För att göra detta med så mycket vikt som möjligt måste tyngdlyftaren böja på knäna och sedan hoppa rakt upp för att ge skivstången momentum uppåt, under hoppet så "slår" man även stången uppåt och sig själv nedåt samtidigt. I själva hoppet så särar man på benen till en från sidan saxliknande position, bakfotens häl ska inte ta i golvet och pekar några grader utåt medan hela framfoten tar i golvet och pekar några grader inåt, bakfoten tar i golvet före framfoten också. Avsluta med att ställa dig rakt med vikten över huvudet. Denna beskrivning är en förenkling.

## Världsrekord

### Herrar[1][ejiangivenkälla]
| Viktklass | Namn                  | Vikt   |
| --------- | --------------------- | ------ |
| 55 kg     | Om Yun-Chol           | 166 kg |
| 61 kg     | Hampton Morris        | 176 kg |
| 67 kg     | Ri Won-Ju             | 189 kg |
| 73 kg     | Rahmat Erwin Abdullah | 204 kg |
| 81 kg     | Rahmat Erwin Abdullah | 209 kg |
| 89 kg     | Karlos Nasar          | 224 kg |
| 96 kg     | Tian Tao              | 231 kg |
| 102 kg    | Liu Huanhua           | 232 kg |
| 109 kg    | Ruslan Nurudinov      | 241 kg |
| +109 kg   | Lasha Talakhadze      | 267 kg |

### Damer[2]
| Viktklass | Namn           | Vikt   |
| --------- | -------------- | ------ |
| 45 kg     | Won Hyon-Sim   | 109 kg |
| 49 kg     | Ri Song-Gum    | 125 kg |
| 55 kg     | Kan Hyon-Gyong | 131 kg |
| 59 kg     | Kuo Hsing-Chu  | 140 kg |
| 64 kg     | Ri Suk         | 146 kg |
| 71 kg     | Song Kuk-Hyang | 154 kg |
| 76 kg     | Zhang Wangli   | 156 kg |
| 81 kg     | Liang Xiaomei  | 161 kg |
| 87 kg     | Världsstandard | 164 kg |
| +87 kg    | Li Wenwen      | 187 kg |